# Rafael Augusto Sóbis do Nascimento
Rafael Augusto Sóbis do Nascimento o simplement Rafael Sóbis (Erechim, 17 de juny de 1985) és un futbolista brasiler, que ocupa la posició de migcampista.

## Trajectòria
Comença la seua carrera als equips inferiors de l'Internacional. Puja al primer equip el 2004 i ràpidament es guanya un lloc en ell, sent conegut tant pel seu nom com pel seu cognom, d'origen ucraïnès. Va marcar 19 gols en 35 partits en el 2005. A l'any següent, va ser titular en l'equip de l'Internacional que va acabar segon de la Série A brasilera, sent triat per la Confederació Brasilera per a disputar el partit de les estrelles de final de temporada. El 2006 va començar amb un seguit de lesions. Es va recuperar a temps per ajudar a aconseguir la Libertadores davant São Paulo, tot marcant dos gols al partit d'anada de la final.
Amb l'interès de l'AC Milà i el Racing de Santander, Rafael Sóbis va signar pel Reial Betis a l'agost del 2006 per 9 milions d'euros, en un contracte de vuit anys que hi va recordar a un altre brasilers exbètic, Denílson. Amb els andalusos, Sóbis va marcar els seus primers gols a la lliga espanyola davant l'altre equip de la ciutat, el Sevilla FC. Eixa temporada va ser titular, tret d'un mes que es va perdre per lesió.
El seu segon any al Real Betis va iniciar-se de bona manera, amb tres gols en els sis primers partits, però a partir d'ací va baixar el seu rendiment. El seu equip va rebre una oferta del Newcastle United per 10 milions d'euros al juliol de 2008. Al setembre del 2008, es confirma la marxa del brasiler al l'Al-Jazira dels Emirats Àrabs per eixa mateixa quantitat.

## Internacional
Va debutar amb la selecció brasilera al setembre de 2006 davant l'Argentina. Al mes següent, marca el seu primer gol, en un amistós davant Kuwait.
El 2008 hi va participar en els Jocs Olímpics de Beijing, tot aconseguint la medalla de bronze.